# 五四広場

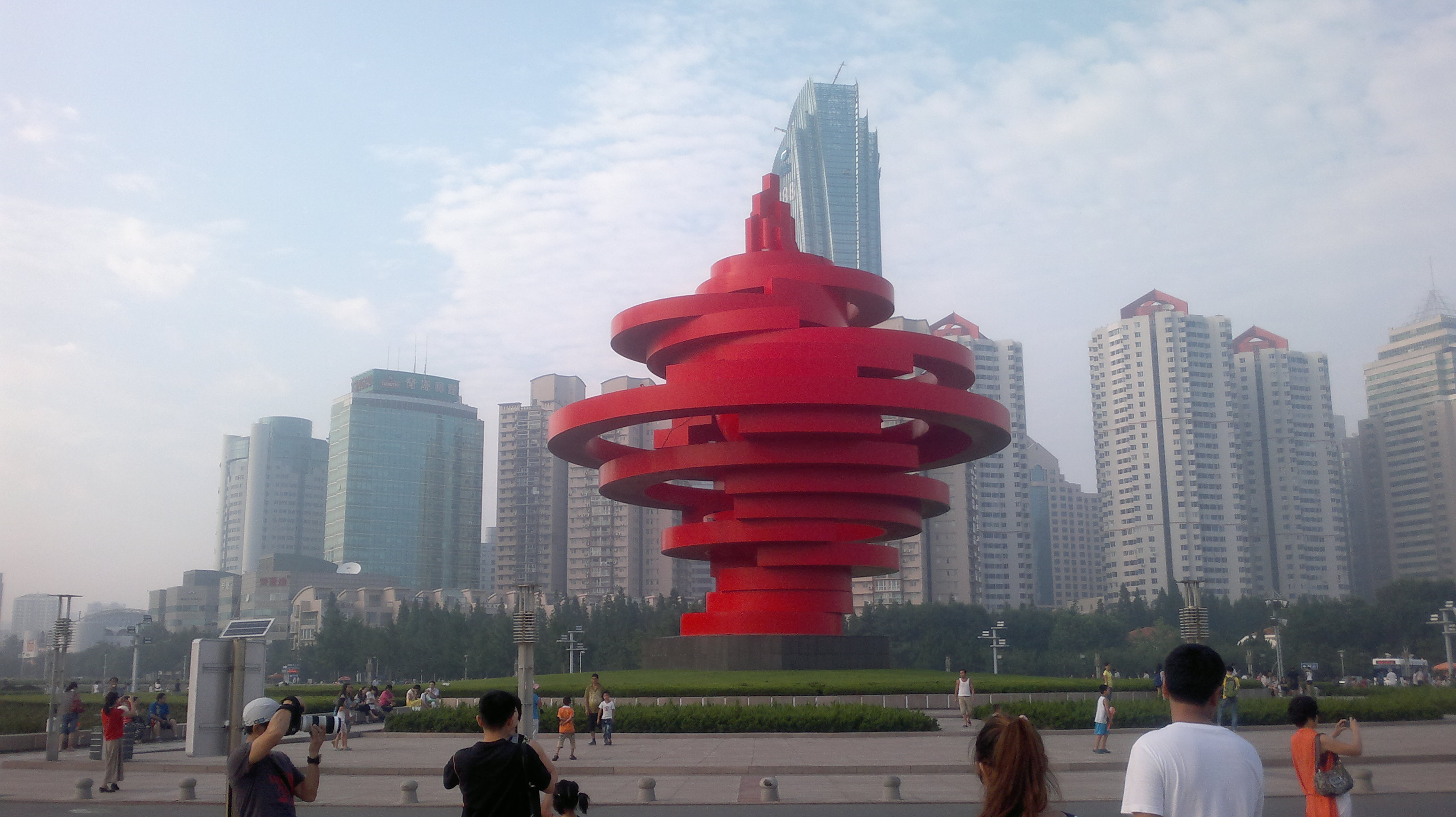
五月の風彫塑

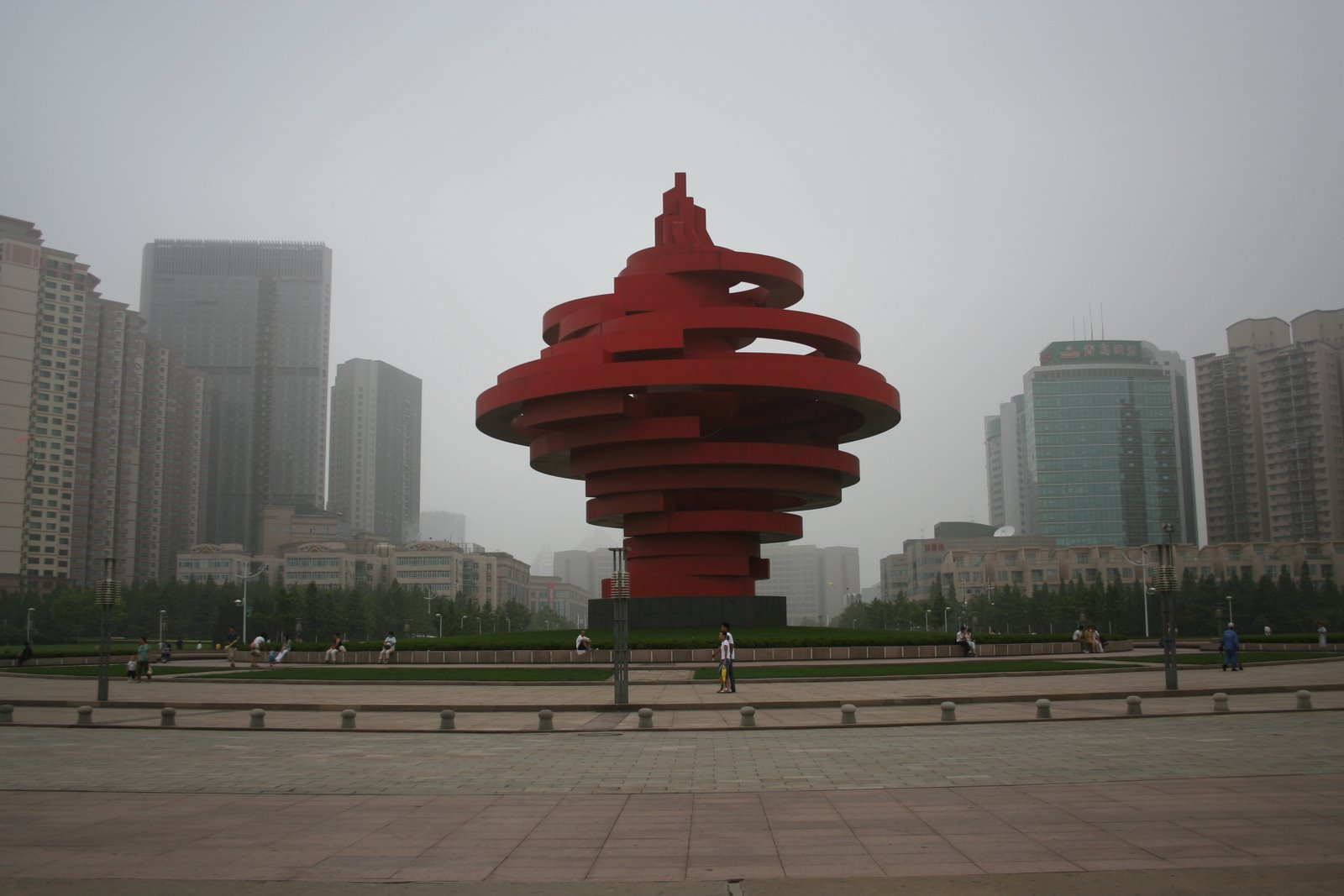
「五月の風」

五四広場（ごしひろば/ごーよんひろば）は、中国山東省青島市の東部に1990年代にビジネス街を新たに造成した時に造った海浜公園である。広場の名前は、五四運動を記念して名づけられた。最も有名な彫塑は「5月の風」で、海を埋め立てた広場の中心にある。五四広場の周りの海面は北京オリンピックのヨットレースの競技場になった。五四広場の東部は青島の新しい商業圏で高層ビルが立ち並び、北側には青島市政府がある。5月1日と10月1日の青島ビール祭りの時にはイベントが開かれる。

## 概要
- 五月の風（彫塑） - 彫像広場南側にある海に突き出て火が燃える赤い松明の形状の金属の彫塑。重量700t、高さ30m、直径27m。
- 100m噴水 - 岸から160m沖にある海上噴水で、100m位まで水を噴き上げる。